# Es war einmal … Entdecker und Erfinder
Es war einmal … Entdecker und Erfinder verändern die Welt (französisch Il était une fois… les Découvreurs) ist eine französische Zeichentrickserie, die 1994 entstand und zu einer Reihe von Serien mit dem Titel Es war einmal … gehört.
Die DVD-Fassung erschien hingegen unter dem Namen Es war einmal … Forscher & Erfinder.

## Produktion und Veröffentlichung
Die Serie wurde produziert vom französischen Studio Procidis unter der Leitung von Albert Barillé. Die Musik komponierte Michel Legrand. Die Ausstrahlungen geschahen wie folgt.
| Land                   | Sender                                     |
| ---------------------- | ------------------------------------------ |
| Frankreich             | France 3, Canal+                           |
| Kanada                 | CBC Television, Télévision de Radio-Canada |
| Spanien                | Televisión Española (TVE)                  |
| Deutschland            | WDR, SWF, KiKa, arte                       |
| Österreich             | ORF                                        |
| Italien                | Italia 1                                   |
| Indonesien             | Spacetoon                                  |
| Schweiz                | TSR (French), RTSI (Italian)               |
| Belgien                | RTBF                                       |
| Polen                  | Telewizja Polska (TVP), TV Puls            |
| Portugal               | RTP                                        |
| Schweden               | Sveriges Television (SVT)                  |
| Finnland               | Yleisradio (YLE)                           |
| Ungarn                 | Magyar Televízió, Minimax                  |
| Irland                 | RTÉ                                        |
| Vereinigtes Königreich | Channel 4                                  |
| Island                 | Sjónvarpið (RÚV)                           |

## Episodenliste
In der Serie geht es um bedeutende Erfinder und Entdecker in der Geschichte der Menschheit.
In Folge 2 wird aufgezeigt, dass Demokrit bereits über "Atome" als kleinste Einheit wusste und Eratosthenes mit einem Gnomon den Erdumfang messen konnte. In Folge 8 werden die Ärzte Hippokrates von Kos, Galen und Ambroise Paré ausführlicher dargestellt. In Folge 9 wird der Prozess und die Verurteilung Galileis zur Zeit des Papstes Urban VIII. dargestellt. In Folge 14 wird die Elektrizität erklärt, u. a. wird die Sicherung der Bundeslade hiermit erklärt, erwähnt werden auch Francis Hauksbee, Pieter van Musschenbroek, Charles du Fay, Benjamin Franklin, Luigi Galvani, die Voltasche Säule sowie der Unfalltod von Georg Wilhelm Richmann. Außerdem wird die Entstehung eines Gewitters kindgerecht erklärt, die Erde ist negativ geladen, dazwischen beginnt die Troposphäre (lässt keine elektrischen Stöme durch) und darüber liegt die Ionosphäre (geladen mit Kationen), die Kationen werden als weiblich dargestellt, wodurch die negativen Ladungen dorthin wollen, dies geschieht durch eine Wolke. In Folge 15 wird Darwins Reise auf der Beagle beschrieben, u. a. auch der nach ihm benannte Darwinnandu, seine Entdeckungen auf den Galapagosinseln, die Bekanntschaft zu seiner späteren Frau Emma Darwin, der Lamarckismus, die Entdeckungen von Alfred Russel Wallace, die Zusammenarbeit mit dem Geologen Charles Lyell sowie die Huxley-Wilberforce-Debatte. In Folge 16 werden Thomas Hunt Morgan (erklärte die Struktur der Chromosomen), Oswald Avery (entdeckte die DNA), James Watson und Francis Crick (Entschlüssung der DNA), Barbara McClintock ("springende Gene"- Transposon entdeckt), Severo Ochoa (entschlüsselte den genetischen Code) im Bereich des heutigen Wissens über die Genetik neben Gregor Mendel dargestellt. In Folge 19 wird in einer Sequenz die Titanic gezeigt und die Bedeutung des Funkgeräts von Marconi für die weitere Schifffahrt. In Folge 25 wird vom Perserkönig Kai Kawus, der mit gezüchteten Adlern zum Mond wollte, über Jules Verne und seine damaligen Zukunftsvisionen über die Mondfahrten sowie über konkretere Pläne von Konstantin Eduardowitsch Ziolkowski und Wernher von Braun informiert. Der Wettlauf ins All wird als Tischtennis-Turnier ausgefochten: Es schlagen hierbei die Präsidenten Nikita Sergejewitsch Chruschtschow (UdSSR) und Dwight D. Eisenhower auf. Die UdSSR geht mit dem Sputnikschock und dem ersten Lebewesen im All (s. Laika) 2:0 in Führung. Der erste Satz geht an die UdSSR und sie gehen weiter in Führung mit dem ersten Menschen im Weltraum: Juri Alexejewitsch Gagarin sowie der ersten Frau im Weltraum: Walentina Wladimirowna Tereschkowa. Letztlich gewinnt die USA mit dem ersten Menschen auf dem Mond, Neil Armstrong und dem damaligen US-Präsidenten Lyndon B. Johnson. In der letzten Folge wird über die Zukunft debattiert, u. a. findet eine "Weltkonferenz" statt, die dem Konzept der Vereinten Nationen ähnelt, eine Frau ist Präsidentin und die Erforschung bzw. Landung auf dem Mars.

| Nr. | Deutscher Titel          | Thema                                 | Französischer Titel                          |
| --- | ------------------------ | ------------------------------------- | -------------------------------------------- |
| 1   | Die Chinesen             | Die ersten Erfinder                   | Nos ancêtres les Chinois                     |
| 2   | Archimedes               | Griechenland im Auftrieb              | Archimède et les Grecs                       |
| 3   | Ptolemäus und Heron      | Zwei Genies aus Alexandria            | Héron d'Alexandrie                           |
| 4   | Die Zeitmessung          | Der weite Weg zur Quarzuhr            | Les mesures du temps                         |
| 5   | Heinrich der Seefahrer   | Auf der Suche nach dem Ende der Welt  | Henri le navigateur - et la cartographie     |
| 6   | Gutenberg                | Die Erfindung der Druckkunst          | Gutenberg - et l'écriture                    |
| 7   | Leonardo da Vinci        | Das Multitalent aus Italien           | De Vinci - le touche à tout                  |
| 8   | Die Medizin              | Die Väter der Heilkunst               | Les médecins - Paracelse, Vésale, Paré, etc. |
| 9   | Galilei                  | „… und sie dreht sich doch“           | Galilée                                      |
| 10  | Newton                   | Das Gesetz der Schwerkraft            | Newton                                       |
| 11  | Buffon                   | Die Geschichte der Natur              | Buffon, la découverte du passé               |
| 12  | Lavoisier                | Die Wunderwelt der Chemie             | Lavoisier et la chimie                       |
| 13  | Stephenson               | Mit Volldampf voraus                  | Stephenson - à toute vapeur                  |
| 14  | Faraday                  | Die Entdeckung des Elektromagnetismus | Faraday et l'électricité                     |
| 15  | Darwin                   | Die Entstehung der Arten              | Darwin et l'évolution                        |
| 16  | Mendel                   | Die Regeln der Vererbung              | Mendel et les petits pois                    |
| 17  | Pasteur                  | Die Welt der Mikroorganismen          | Pasteur et les micro-organismes              |
| 18  | Edison                   | Ein Licht geht auf                    | Thomas Edison et la science appliquée        |
| 19  | Marconi                  | Ein neues Medium wird geboren         | Marconi et les ondes                         |
| 20  | Ford                     | Automobile vom laufenden Band         | Ford et l'aventure automobile                |
| 21  | Von Ikarus bis Lindbergh | Der Traum vom Fliegen                 | L'aviation                                   |
| 22  | Madame Curie             | Das Geheimnis der Radioaktivität      | Marie Curie                                  |
| 23  | Einstein                 | Alles ist relativ                     | Einstein                                     |
| 24  | Lorenz                   | Der Vater der Gänse                   | Lorenz, le père l'oie                        |
| 25  | Armstrong                | Der erste Mensch auf dem Mond         | Armstrong, la lune et l'espace               |
| 26  | Die Zukunft              | Der Aufbruch ins 21. Jahrhundert      | Demain est déjà là                           |

## Synchronisation
Die Synchronisation erfolgte durch die Legard Synchron GmbH, Berlin. Dialogregie führte Michael Richter; das Dialogbuch stammt von Eberhard Weiß.
| Rolle     | französischer Sprecher | deutscher Sprecher                       |
| --------- | ---------------------- | ---------------------------------------- |
| Maestro   | Roger Carel            | Hans-Werner Bussinger                    |
| Erzähler  | Roger Carel            |                                          |
| Pierrot   | Olivier Destrez        | Frank Schröder                           |
| Pierette  | Marie-Laure Beneston   | Bettina Weiß                             |
| Psi       | Marie-Laure Beneston   | Bianca Krahl                             |
| Giftzwerg | Patrick Préjean        | Wilfried Herbst                          |
| Dickie    | Sady Reboot            | Jörg Döring Thomas Petruo (eine Episode) |
| Dicknase  | Sady Reboot            | Tilo Schmitz                             |